# Campeonato Gaúcho 1934
In 1934 werd het veertiende Campeonato Gaúcho gespeeld voor voetbalclubs uit de Braziliaanse staat Rio Grande do Sul. Er werden regionale competities gespeeld en de kampioenen ontmoetten elkaar in de finaleronde die gespeeld werd van 2 tot 16 december. Internacional werd kampioen. 

## Voorronde
|                       |               |       |                               |                               |
| 17 december Voorronde | Novo Hamburgo | 1 – 3 | Riograndense de Cruz Alta     | Caminho do Meio, Porto Alegre |
| 17 december Voorronde | Luiz 8'       |       | 2' Procópio 47' (pen) Marinho | Caminho do Meio, Porto Alegre |

## Knock-outfase
|  | Halve finale  | Halve finale |   |  | Finale        | Finale |  |
|  |               |              |   |  |               |        |  |
|  |               |              |   |  |               |        |  |
|  | Internacional | 4            |   |  |               |        |  |
|  | Uruguaiana    | 2            |   |  |               |        |  |
|  |               |              |   |  |               |        |  |
|  |               |              |   |  |               |        |  |
|  |               |              |   |  | Internacional | 1      |  |
|  |               | 9º Regimento | 0 |  |               |        |  |
|  |               |              |   |  |               |        |  |
|  |               |              |   |  |               |        |  |
|  |               |              |   |  |               |        |  |
|  |               |              |   |  |               |        |  |
|  | 9º Regimento  | 1            |   |  |               |        |  |
|  | Riograndense  | 0            |   |  |               |        |  |

Details finale
|                    |               |       |                            |                       |
| 16 december Finale | Internacional | 1 – 0 | 9º Regimento da Infantaria | Baixada, Porto Alegre |
| 16 december Finale | Tupan         |       |                            | Baixada, Porto Alegre |

|  | Internacional | 9º Regimento da Infantaria |

## Kampioen
| Campeonato Gaúcho de 1934         |
| Porto Alegre                      |
| --------------------------------- |
| INTERNACIONAL Kampioen (2° titel) |